# Lychniothyrsus
- Commons
- Wikispecies

Lychniothyrsus Lindau, segundo o Sistema APG II, é um gênero botânico da família Acanthaceae, natural do Brasil.

## Espécies
Apresenta cinco espécies:
- Lychniothyrsus albus
- Lychniothyrsus hygrophilus
- Lychniothyrsus mollis
- Lychniothyrsus ochroleucus
- Lychniothyrsus tetragonus
- «Lista das espécies»

## Nome e referências
Lychniothyrsus Lindau, 1914

## Classificação do gênero
| Sistema | Classificação                       | Referência            |
| ------- | ----------------------------------- | --------------------- |
| APG II  | Ordem Lamiales, família Acanthaceae | APweb, versão 9, 2008 |